# 核小体形成域
核小体形成領域（かくしょうたいけいせいいき、英語：Nucleolus organizer region, 略称NOR）は、 核小体の形成に重要な染色体領域である。 ヒトでは、NORはアクロセントリック染色体である13、14、15、21、22番染色体の短腕、それぞれRNR1、RNR2、RNR3、RNR4、RNR5遺伝子の部位に位置する。 これらの領域は、5.8S、18S、28SリボソームRNAをコードする。NORは、セントロメアとテロメアの反復するヘテロクロマチンDNA配列の間に挟まれている。これらの領域の正確な配列は、2016年現在のヒト参照ゲノムや、2017年1月6日に発表されたGRCh38.p10には含まれていない。しかし、NORがリボソームDNA（rDNA）遺伝子のタンデムコピーを含むことが知られている。NORの染色体上の近位側および遠位側に隣接する配列として、いくつかの配列が報告されている。ロリスのNORは非常に多様性が高いことが報告されている。他の染色体上にもrDNAに関連するDNA配列があり、核小体形成に関与している可能性がある。 

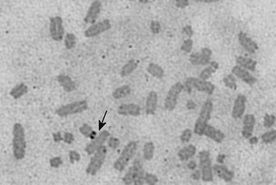
銀染色によって示された、ヤモリ Lepidodactylus lugubris の染色体先端に位置する核小体形成領域（矢印）

## 可視化
バーバラ・マクリントックは、1934年にトウモロコシで「核小体形成体」（nucleolar-organizing body）について初めて記述した。核型分析では、銀染色を用いてNORを同定することができる。銀染色によって核小体中にNORを観察することも可能であり、癌性変化を調査するために使用されている。NORはNORのDNAに結合するタンパク質UBFに対する抗体を用いても観察することができる。 

## 分子生物学
UBFに加えて、NORはATRXタンパク質、Treacleタンパク質、 サーチュイン7および他のタンパク質にも結合する。UBFは、発現していたrDNAに対する有糸分裂中の「しおり」として見なされており、有糸分裂後すぐに転写を再開することを可能にする。NORの遠位近接接合部（distal flanking junction、DJ）は、核小体の周縁部と会合することが示されている。大腸菌のrDNAオペロンも、真核生物の核小体と同様に、互いに近接して集合することがわかっている。